# Вичища (община Булкиза)
Вижте пояснителната страница за други значения на Вичища.
Вичища (на албански: Viçisht или Viçishti) е село в Република Албания в община Булкиза, административна област Дебър.

## География
Селото е разположено в историкогеографската област Голо бърдо.

## История

### Етимология
Според академик Иван Дуриданов името е от първоначален патроним на -ишти -itji от личното име Вичо, хипокористикон от Вито-мир, сравнимо със сръбското лично име Вича. Името съответства на хърватското селищно име Vičići.
Станислав Роспонд извежда името от първоначално *Vl̥čišta, изменено под албанско влияние, но допуска и тълкуването от личното име Вичо, съкратено от Вито-мир.

### В Османската империя
Селото е споменато в Слепченския поменик в XVI век като Bïчища, в Трескавицкия поменик в XVII век като Вчища.
В XIX век Вичища е българско село в Дебърска каза на Османската империя, което е в процес на поалбанчване. В поменика на Бигорския манастир са запазени редица български имена от Вичища - Ядро, Богдан, Волкуш, Търпко, Митре и други. Според Афанасий Селишчев в 70-80-те години на века селото е още българско. В „Етнография на вилаетите Адрианопол, Монастир и Салоника“, издадена в Константинопол в 1878 година и отразяваща статистиката на населението от 1873 година Вирчища (Virtchichta) е посочено като село с 15 домакинства с 19 жители българи и 22 жители албанци мюсюлмани.
Според статистиката на Васил Кънчов („Македония. Етнография и статистика“) към началото на XX век селото вече е чисто албанско – в него живеят 130 души арнаути мохамедани.
| „ | Селата Вичища, Голейща и Писанки са били в началото на XIX век български, преди 30 години били наполовин български, а сега са заселени от арнаути. Само в Писанки са останали още 3 български къщи. Арнаутите идат от Горица и от други по-северни места. | “ |

На Етнографската карта на Битолския вилает на Картографския институт в София от 1901 година Вичища е чисто албанско село в Дебърската каза на Дебърския санджак с 15 къщи.
Вестник „Дебърски глас“ в 1909 година пише:
| „ | Вичища е било чисто българско село от 50 къщи. Сега цялото село е завзето от Мустаф Джека от село Горица (Малесия), брат на Азис Джека, за когото говорихме в 1-я брой, и от семейството Маркевци, арнаути из друго малестийско село, на което името не можахме да научим. Вичищани са се изселили в Дебър и във Видин. Последният и най-смел селянин, който се борил мъжки и не искал да остави къща и имоти е бил Дуко Вичишки, който в самозащита убил един нападател арнаутин. Войска отишла да му помогне, която изгорила няколко къщи на арнаутите, взети от българите, но в края на краищата арнаутите завзели селото и Дуко се преселил в село Ърбеле (Поле). | “ |

В 1909 година Серафим Сърбинов от Вичища, живеещ в Румъния, дарява 40 лева на дебърската катедрала „Успение Богородично“.
В 1909 година войска напада селото и изгаря кулата на Азис Джека, като загиват 20 войници. На 3 октомври Джека е обесен.
При избухването на Балканската война в 1912 година един човек от Вичища е доброволец в Македоно-одринското опълчение.

### В Албания
След Балканската война селото попада в Албания.
В 1915 година, по време на Първата световна война, селото е анексирано от Царство България. Към 1 март 1916 година Вичища е част от Горицката община на българската Дебърска околия.
В 1940 година Миленко Филипович пише че Вичища, Вичишча, Вичишче (Вичишта, Вичишча, Вичишче) Горно и Долно е албанско село с около 20 къщи. Представени са фисовете Цамовци от Тополян и Джековци от Зога. В селото има християнско гробище. Някога в селото е имало църква „Свети Архангел Михаил“ обща за Вичища, Голеища и Радоеща. Кръстове от гробището са използвани за направа на мост на рекичка в селото. Томо Смилянич съобщава, че в дебърската църква има икона, пренесена от вичищката, и че виден главатар от това село бил Дуко, чийто потомци се преселили в Дебър. Тръпко Ристич Мациноски на 75 години от Стеблево, жител на Скопие, работил като печалбар с християни от Вичища в Солун. От тях някой си Ставро умрял в Солун, а някой си Наум се установил в Солун. От Йован Дамянович Вичишки, предприемач от Скопие, Филипович научава следната история за настаняването на албанците в селото. Първо по кулите около селото се настаняват албанци от околните села. Един път дуко от Ърбеле преминал през селото и го ухапало куче. Затова албанците убили двама-трима християни. Тогава се намесил и дебърския Абдула паша, който разположил топове в Коняри, които стреляли по Вичища. Един изстрел отнесъл ръката на Билбо Вичишки. Затова и „сърбите“ се изселили от селото преди 75 години, а албанците от кулите заели селото. Освен Вичишки в Дебър се изселили Секуличи, Силковичи и други.
До 2015 година е част от община Горица.

## Личности
Родени във Вичища
- Глигор Стефанов (1864 – 1913), македоно-одрински опълченец, хлебар, Нестроева рота на Седма кумановска дружина, загинал в Междусъюзническата война на 24 юни 1913 година[15]